# No Prayer for the Dying
No Prayer for the Dying osmi je studijski album britanskog heavy metal sastava Iron Maiden. Prvi je album snimljen nakon odlaska gitarista Adriana Smitha, koji je napustio sastav tijekom pred-produkcije albuma. Smithu nije napisana zasluga za pjesmu "Hooks in You", treći dio sage o Charlotte the Harlot.
Album je također svjedočio promjenu načina pjevanja pjevača Brucea Dickinsona iz opernog stila 80-ih u puno drugačiji, hrapaviji stil. 
Adriana Smitha zamijenio je Janick Gers, koji je pomogao Bruceu Dickinsonu snimiti njegov samostalni album Tatooed Millionare.
Od singlova su objavljeni "Holy Smoke" i "Bring Your Daughter... to the Slaughter" koji su kasnije dospjeli na prvo mjesto britanskih top-ljestvica. 
Postoje dvije verzije omota albuma. Originalna verzija iz 1990. prikazuje Eddieja kako se probija kroz grob i davi grobara. Omot je promijenjen u remasteriranom izdanju 1998. Naime, u tom izdanju, grobar je odsutan i dodan je natpis: "After the daylight, The night of pain, That is not dead, Which can rise again".

## Popis pjesama
| 1.    | »Tailgunner«                              | Steve Harris, Bruce Dickinson | 4:15 |
| 2.    | »Holy Smoke«                              | Harris, Dickinson             | 3:49 |
| 3.    | »No Prayer for the Dying«                 | Harris                        | 4:23 |
| 4.    | »Public Enema Number One«                 | Dave Murray, Dickinson        | 4:14 |
| 5.    | »Fates Warning«                           | Murray, Harris                | 4:10 |
| 6.    | »The Assassin«                            | Harris                        | 4:18 |
| 7.    | »Run Silent Run Deep«                     | Harris, Dickinson             | 4:35 |
| 8.    | »Hooks in You«                            | Dickinson, Adrian Smith       | 4:07 |
| 9.    | »Bring Your Daughter... to the Slaughter« | Dickinson                     | 4:44 |
| 10.   | »Mother Russia«                           | Harris                        | 5:32 |
| 44:07 |                                           |                               |      |

## Osoblje
| Iron Maiden - Bruce Dickinson — vokali - Dave Murray — gitara - Janick Gers — gitara - Steve Harris — bas-gitara - Nicko McBrain — bubnjevi Dodatni glazbenici - Michael "Count" Kenney — klavijature | Ostalo osoblje - Derek Riggs — naslovnica - Mick McKenna — inženjer zvuka - Les Kingham — inženjer zvuka - Chris "Wood" Marshall — inženjer zvuka - Ross Halfin — fotografija - Hugh Gilmour — umjetnički direktor, dizajn - Martin "The Bishop" Birch — produkcija, inženjer zvuka, miksanje |

## Top ljestvice

### Album
| Godina | Ljestvica               | Pozicija |
| ------ | ----------------------- | -------- |
| 1990.  | UK Top Ljestvica Albuma | #2       |
| 1990.  | Billboard Hot 200       | #17      |

### Singlovi
| Godina | Singl                                    | Ljestvica                 | Pozicija |
| ------ | ---------------------------------------- | ------------------------- | -------- |
| 1990.  | "Holy Smoke"                             | UK Top Ljestvica Singlova | #3       |
| 1990.  | "Bring Your Daughter...To the Slaughter" | UK Top Ljestvica Singlova | #1       |